# Fabiola Faida Mwangilwa
Fabiola Faida Mwangilwa est une femme politique de la république démocratique du Congo et ministre de la Condition féminine et de la Famille au sein du Gouvernement de transition de la république démocratique du Congo de 2003 à 2007.

## Biographie
Fabiola Faida Mwangilwa obtient son diplôme de licence en sciences de l'éducation à l'université de Kisangani dans la Province orientale (république démocratique du Congo). 
Elle est membre effectif au sein du RCD, parti d'Azarias Ruberwa.

## Vie privée
Fabiola Faida Mwangilwa est une femme célibataire et mère de deux enfants. 